# 叶秀山
叶秀山（1935年7月4日—2016年9月7日），生于江苏省扬中县，祖籍江苏镇江。1956年毕业于北京大学哲学系，曾任中国社会科学院哲学研究所研究员。首届中国社会科学院学部委员，第八、九届全国政协委员。